# مگس‌گیر بهشتی زیردم‌حنایی
مگس‌گیر بهشتی زیردم‌حنایی (نام علمی: Terpsiphone rufocinerea) نام یک گونه از سرده مگس‌گیر بهشتی است.